# Manselmeester

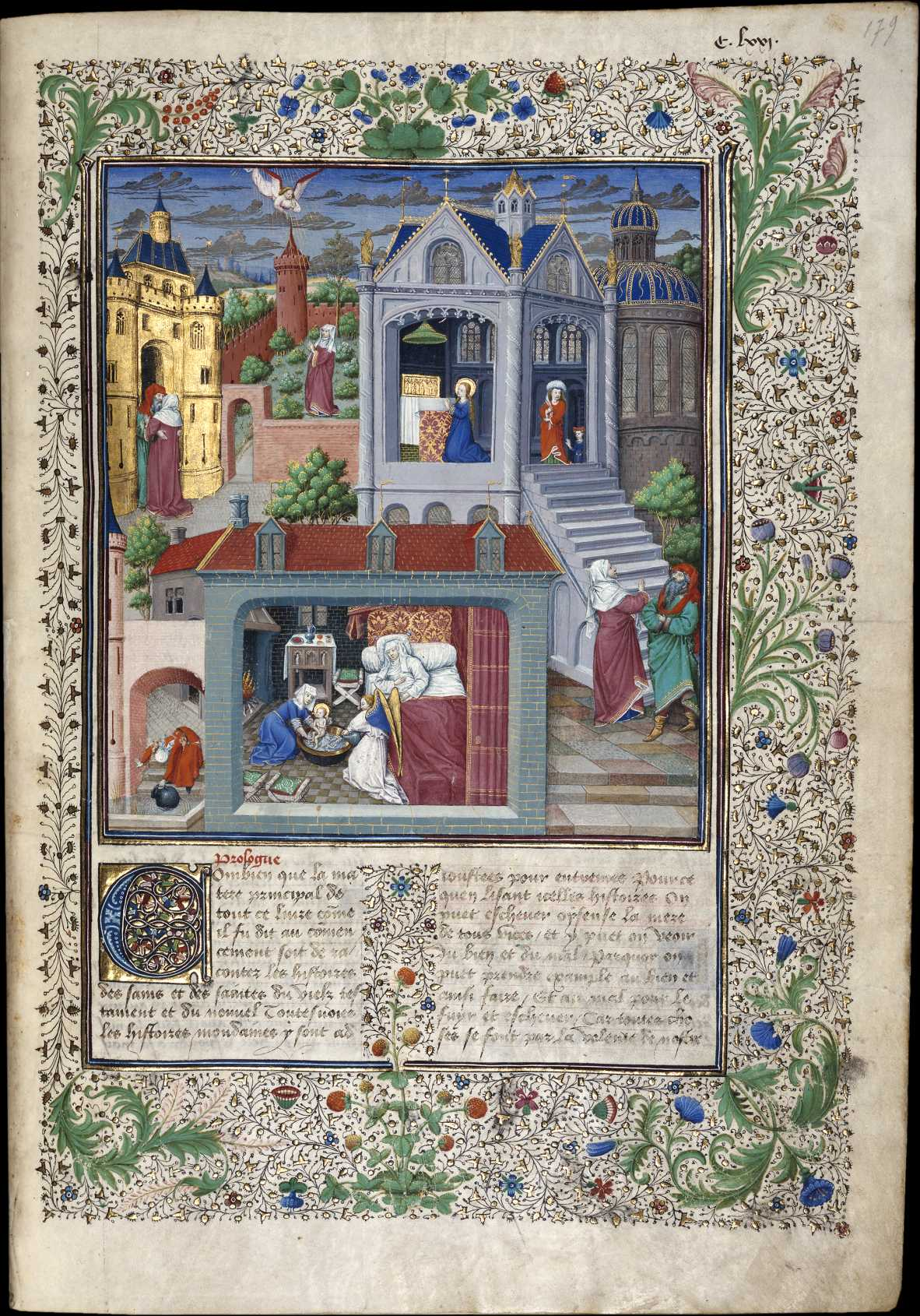
Taferelen uit het leven van Maria, La Fleur des Histoires. Brussel, Koninklijke Bibliotheek, ms. 9231, fol. 179.

De Manselmeester is de noodnaam voor een anonieme miniaturist die bekend is voor de verluchting van een kopie gemaakt voor Filips de Goede van het werk La Fleur des Histoires geschreven door Jean Mansel. Hij kreeg zijn noodnaam naar de naam van de schrijver van dit werk. De Manselmeester illustreerde het grootste gedeelte van het eerste volume en de frontispice van het tweede. De handschriften maakten deel uit van de Librije van Bourgondië en worden nu bewaard in de Koninklijke Bibliotheek van België als Ms. 9231 en Ms. 9232. Een aantal miniaturen, vooral in volume II, zijn van de hand van Simon Marmion.

## Afkomst
Vroeger nam men meestal aan dat de meester afkomstig was uit Amiens en werkte in Picardië en Artesië, maar recent onderzoek toonde aan dat hij uit het noorden kwam, zijn werk is minder gerelateerd aan de kunstenaars uit Amiens en meer met meesters uit het Doornikse zoals Robert Campin en Jacques Daret.
Ook Volgens Susie Nash kan men bij de Manselmeester geen sporen terugvinden van een opleiding in Amiens en ook in zijn werk zouden geen stijlkenmerken die typisch zijn voor Amiens aan te wijzen zijn. De drie getijdenboeken waarin de stijl van de meester kan aangetoond worden hebben ook geen liturgische of andere connectie met Amiens maar velleer met de Zuidelijke Nederlanden.

## Werken
De meester was actief tussen 1445 en 1455 en produceerde naast de verluchting in de Fleur des Histoires de eerste dertig miniaturen van een getijdenboek (1450-1455) voor Antoine de Crèvecœur toen kamerheer van Karel de Stoute die dan nog graaf van Charolais was. Dit werk werd later afgewerkt door Willem Vrelant en de Meester van Edward IV. In een kopie van de Fleur voor Philippe de Croÿ (KBR - Ms. 10515) zijn eveneens een aantal miniaturen van zijn hand of zijn atelier terug te vinden. Ook dit handschrift bleef onafgewerkt. Daarnaast is er nog een miniatuur bij het begin van de Heilige Geestgetijden in een getijdenboek voor Amiens, gekopieerd in Atrecht dat zich nu in een privécollectie bevindt. De meester zorgde omstreeks 1445-1450 voor de afwerking van een Decamerone (Parijs, Bibliothèque de l'Arsenal, Ms. 5070) van Giovanni Boccaccio bestemd voor Filips de Goede, waarvan de verluchting begonnen was door de Meester van Guillebert de Mets. Daarnaast zijn er nog werken van miniaturisten die in zijn stijl werkten en een aantal losse bladen of bladen die werden ingevoegd in bestaande handschriften.

## Stijlkenmerken
De stijl van de meester wordt perfect geïllustreerd door de miniatuur op f179 hierboven getoond. In één enkele ruimte worden verscheidene taferelen uit het leven van de Heilige Maagd getoond,  de aankondiging aan de H. Anna, de ontmoeting van Anna en Joachim bij de gouden poort, de geboorte van Maria en haar opvoeding in de tempel. Deze zeer diverse scènes worden tot een geheel samengebracht dankzij de architecturale elementen en de secundaire scènes die het Bijbelverhaal actualiseren en in een reële context plaatsen. Deze vertellende stijl in de miniatuur zal later ook door Marmion gebezigd worden.
Er wordt dikwijls gezegd dat de stijl van de Manselmeester en Simon Marmion vrij gelijkaardig zijn. Maar volgens Susie Nash is dit louter illusoir en gebaseerd op een aantal miniaturen van de hand van de Manselmeester die door Marmion werden afgewerkt. Als men miniaturen van beide meesters die ze volledig eigenhandig hebben gemaakt bekijkt, is het verschil tussen beide duidelijk.

## Weblinks
- (fr)  Jean Mansel, La Fleur des histoires Conception, Nativité et Éducation de la Vierge, Afbeelding en bespreking
- (fr)  La Fleur des histoires Histoire de Lothaire, Afbeelding en bespreking

- Bibliothèque nationale de France: cb16605737h (data)
- Gemeinsame Normdatei: 109262840
- International Standard Name Identifier: 0000 0000 1578 4566
- Library of Congress Control Number: nr98014387
- Union List of Artist Names: 500046388
- Virtual International Authority File: 17789058
- WorldCat: E39PCjtVmpyKDMQDRvJ3G44MMX